# The Magic of Santana
The Magic of Santana es un concierto dedicado al cantante Carlos Santana. Está compuesto por músicos de talla internacional y miembros actuales de Santana, entre los que destacan el cantante Tony Lindsay, el guitarrista Alex Ligertwood y el conguero Raúl Rekow.
The Magic of Santana está compuesto por una amplia selección de canciones favoritas de Santana, entre las que destaca Abraxas, Santana III, Moonflower y Marathon.
El 9 de febrero de 2016 tocaron en el Teatro Calderón de Madrid, y el 30 de enero de 2016 tocaron en el Teatro Auditorio de Roquetas de Mar. También han tocado en otras ciudades españolas como Málaga, La Nucía, Zaragoza, Pamplona, Castellón, Valladolid, Murcia, Alicante, Valencia y Albacete.